# Domiciano Augusto dos Passos Maia

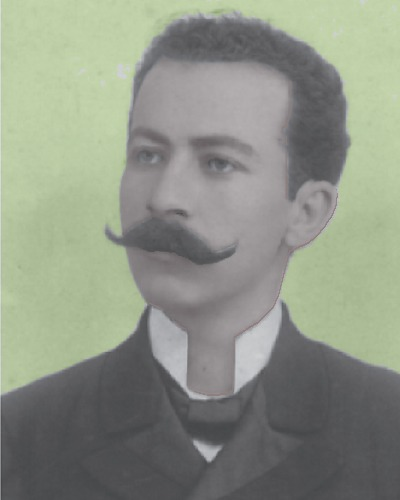
Domiciano Augusto dos Passos Maia - Foto de formatura - ano 1900

Domiciano Augusto dos Passos Maia (Dores da Boa Esperança, 9 de outubro de 1871 – 12 de outubro de 1951), também conhecido como Doutor Passos Maia ou Dr. Sano, foi um médico, escritor e político brasileiro. Representa importante figura no cenário político e social de Guapé e regiões vizinhas.
Nascido no dia 09 de outubro de 1871 na mais antiga casa de São Francisco do Rio Grande (atual Guapé) e nesta cidade vivendo a infância, mudou-se ainda menino no dia 11 de Janeiro de 1884 para Dores da Boa Esperança (atual Boa Esperança), deixando a casa de seus pais para trabalhar como caixeiro na farmácia do tio, José Augusto Maia. Este período muito influenciou em sua decisão futura de se tornar médico.
Retorna a Guapé no dia 15 de agosto de 1885, seguindo logo depois – juntamente com seu irmão João Clímaco – ao Seminário de Mariana, para completar os estudos secundários e se ordenar padre.

Decidido a tornar-se médico, Passos Maia não concluiu os estudos teológicos e segue para Congonhas do Campo, onde exerceu Magistério por um ano.

Depois disso, prestou Curso Preparatório de Medicina em Ouro Preto, onde exerceu Magistério aplicando seis aulas por dia para pagar seus estudos e de seu irmão mais novo, Francisco; e frequentando cinco aulas diárias, para concluir o Curso Preparatório. Nesta cidade, deu aulas para Raul Soares e Melo Viana, futuros Presidentes de Minas (Naquele tempo, Governadores de Estado eram denominados "Presidentes" de Estado).

Bem sucedido no curso, muda-se para o Rio de Janeiro, a fim de completar os estudos na Faculdade de Medicina.
Ao observar a triste situação dos estudantes mineiros que chegavam à cidade do Rio de Janeiro para completar seus estudos, e depois, sem recursos financeiros abandonavam e Escola retornando a Minas Gerais sem a conclusão dos Cursos, Dr. Passos Maia - na época ainda estudante - em 27 de maio de 1897 funda no Rio de Janeiro o "Centro Mineiro": Uma associação destinada a auxiliar estudantes pobres que vinham do Estado de Minas para estudarem na Capital Federal, ajudando-os a se empregarem no comércio da cidade.

Tendo se formado, retorna a Minas Gerais e exerce função de médico em Boa Esperança e Cássia, atendendo também as cidades vizinhas. Viajou tempos depois para a Europa, onde aprimorou seus conhecimentos prestando o “Curso de Medicina Tropical” na França.

Voltando ao Brasil, estabeleceu-se em Passos, onde também exerceu o cargo de vice-presidente da recém-criada Cooperativa Agropastoril Sul Mineira.

Após quinze anos de ausência, finalmente retorna a Guapé, a fim de zelar de seu velho pai, sua irmã viúva e administrar a Fazenda do Capão Quente – de sua propriedade – além de atender o ofício médico no povoado.

## Carreira Política
Passos Maia também foi um excelente político e ocupou os cargos de Senador  e Deputado do Estado de Minas Gerais(ainda na República Velha).
Exerceu grande influência na Região Sul de Minas e nas áreas próximas à sua cidade natal, tais como nas cidades de Cássia, Boa Esperança, Piumhi e Passos, quando nelas esteve clinicando.

Elevou à categoria de Distrito o arraial dos Cabeças (também conhecido por São Sebastião dos Franciscos ) trocando-lhe o nome para Capitólio.

Em Cássia foi mediador na revolta popular, na questão da Lei do Sorteio Militar, aplacando os ânimos da turba enfurecida que sem instrução nem conhecimento de causa, armou-se contra os políticos da cidade.

Em 1925, a convite do então Presidente do Estado de Minas – Doutor Melo Viana, retorna à cidade de Passos para tentar um acordo entre as duas facções políticas da cidade, denominados "Os Patos" e "Os Perus", tendo sucesso na intervenção.

Em Guapé – sua cidade natal, pleiteou pelo povoado como “Vereador Especial por São Francisco do Rio Grande” na Câmara de Dores da Boa Esperança. Conquistou a emancipação política do distrito, e tornou-se Presidente da Câmara de Vereadores e Agente Executivo (Prefeito) da cidade – no período de 1924 a 1934.

Ocupando os cargos de Senador e Deputado pelo Estado de Minas, trabalhou muito nos governos de Raul Soares, Melo Viana, Antônio Carlos e Olegário Maciel.

Se empenhou bastante pela construção da Ferrovia do Sudoeste Mineiro, cujo projeto inicial previa a inclusão de Guapé no trajeto da linha. Sonho que infelizmente não se concretizou, pois a linha foi desviada de seu curso primário pelo Engenheiro a serviço do Governo – o senhor Janot Pacheco, em benefício de cidades mais desenvolvidas na época. 

Todavia, prestou relevantes serviços a Guapé, conquistando para a cidade inúmeros benefícios.
Mesmo Guapé sendo uma pequena cidade, Doutor Passos Maia conseguiu projetá-la aos olhos dos governantes mineiros de sua época. É um feito admirável, e conquistado por sua excepcional habilidade política. Abaixo, algumas obras das quais Doutor Passos Maia foi o responsável:
- Escolheu o nome da Cidade (que antes foi "Aguapé" e "São Francisco do Rio Grande");
- Conquistou sua Emancipação Política;
- Demarcou as fronteiras do município, tornando com isso um dos maiores municípios de Minas Gerais;
- Obteve do Governo de Minas a Ponte Melo Viana, na época a segunda maior ponte fluvial do Brasil;
- Construiu as instalações da Escola Primária (atual Escola Estadual Dnª Agostinha Flor de Maria);
- Aterro em áreas erodidas;
- Introdução de técnicas agropastoris;
- Melhorias nas instalações elétricas e novo gerador de energia;
- Captação de água potável;
- Arborização da Praça Matriz, etc.

## Escritor e Historiador
Em 1933 publicou um livro autobiográfico com o título: GUAPÉ - REMINISCÊNCIAS (Edições Pongetti - Rio de Janeiro - 1933).
Este livro – publicado em única edição daquele ano, tornou-se raro e tem inestimável valor histórico e cultural para a cidade, pois conta com detalhes o renascimento do povoado que, deixando a condição de Vila administrada por Boa Esperança, torna-se Município.

No livro, além de retratar a política nacional – da qual foi contemporâneo da República Velha e da transição para o Estado Novo – também relata detalhes políticos de Cássia, Passos, Piumhi, Capitólio e Boa Esperança, num período que abrange de 1900 a 1930 aproximadamente.

E fala sobre os antigos fundadores de Guapé e outras personalidades locais da época.

Algumas referências sobre tais personagens são hoje encontradas apenas neste livro.
Em 15 de março de 2008, quando o Jornal Estado de Minas publicou matéria sobre os memorialistas mineiros (que retrataram o Brasil no final do século XIX), o jornalista e escritor Carlos Herculano Lopes cita o livro do Doutor Passos Maia, afirmando que o livro "Guapé - Reminiscências" foi considerado pelo professor e crítico Antônio Candido de Mello e Souza como uma das Obras mais importantes do gênero, escritas no país na primeira metade do século XX.
O livro do Doutor Passos Maia também é base de pesquisas para a Obra de John D. Wirth (em seu livro "Minas Gerais in the Brazilian Federation, 1889-1937" - Stanford University Press), sendo citado na página 304, na área de Referências.
Passos Maia deixou marca indelével na memória de sua gente. E no coração do povo, imensa gratidão.

Faleceu no dia 12 de Outubro de 1951, deixando na população guapeense uma enorme saudade e na política mineira uma lacuna difícil de ser preenchida.

Com todo merecimento, a principal Praça da cidade de Guapé leva seu nome: "Praça Dr. Passos Maia".